# メリディアン (アイダホ州)
メリディアン（英: Meridian）は、アメリカ合衆国アイダホ州エイダ郡で州都ボイシに次いで2番目、かつ州全体でも2番目に大きな都市である。2020年国勢調査での人口は117,635人だった。これによってナンパを抜いて州内第2位になった。ボイシ、州第3の都市ナンパ、そして州第5の都市コールドウェルと共に、トレジャー・バレーの中にあり、通勤路線となっているI-84上に連なる郊外都市の1つとして、ボイシ都市圏を構成している。メリディアンは1990年代以降高成長を遂げてきた都市であり、1990年から2000年までに264%、2000年から2010年までに115%、2010年から2020年までに57%増加した。
メリディアン教育学区は州内最大の教育学区である。

## 歴史
メリディアンとなった町は1891年に現在の地の北にあるオンワイラー農園に造られ、ハンターと呼ばれた。2年後にI.O.O.F.（インデペンデント・オーダー・オブ・オッド・フェローズ）の支部が造られ、ボイシ・メリディアン（ボイシを通る経線）に位置していたのでメリディアンと名付け、町の名前もそれに合わせて改名された。1892年、開拓者が灌漑水路を造って乾燥した地域を生産的農地に変え、1902年に自治体化された。

### 灌漑（1890年 - 現在）
この地域に到着した初期開拓者達は重力流灌漑に関する知識を持たなかった。元住んでいた所は作物を育てるために雨が適度の水分をもたらす地域だった。アメリカ合衆国公有地管理局から土地特許を取得するためには、水源を持つことが要求されたので、直ぐに灌漑の必要性が認識された。
灌漑は昔も今も骨の折れる仕事であり続けている。ショベルを使う長時間労働は新しい灌漑手段の利用で短縮されたが、それでも農業生産に携わる者には日常の仕事である。初期開拓者の多くは、作物に水をやるのが大変な場所に留まるよりも、雨が降る元居た場所に戻る道を選んだ。アイダホに留まった者は忍耐力のある市民だった。ナンパ・メリディアン開拓者灌漑地区のような灌漑組織がメリディアン地域の灌漑に関わり続けている。

### 村（1903年 - 1941年）
当初のメリディアンの町は1893年にイライザ・アン・ゼンガーに属するホームステッド法で与えられた土地に当てられた。その夫であるクリスチャンが一画を郡事務所に当て、それをメリディアンと呼んだ。初期開拓者の多くは親戚同士であり、荷車隊か移民用列車でミズーリ州にあった家から西部に来ており、その小屋を運び、信仰もそのままだった。彼等は到着から間もなく地方機関を設立し、ホームステッド用地を登録した。換言すれば以前の地域社会をそのまま運んできていた。
20世紀への変わり目頃、開拓者達は果樹園を造り、鉄道にそって果物の荷造り場やプルーン乾燥場を備えた。果樹園では多くの種類のリンゴやプルーンを育てた。果樹の生産は1940年代半ばまで続いたが、利益が出なくなったときに廃業された。1941年、メリディアンは村から市に移行した。

### 鉄道輸送（1908年 - 1928年）
オンワイラーからの都市間鉄道（メリディアン・アンド・アスティック鉄道）を敷くために4,000ドルが手当された後、メリディアンの中心部に鉄道が完成した。列車はブロードウェイで東に転じ、東2番通りで止まった後でメリディアンで夜を過ごし、翌朝早くに乗客と荷物を載せてボイシに向かった。1912年には都市間鉄道の駅と発電所（メリディアン通りとアイダホ通りにある古い図書館の西側3分の1）が建設され、鉄道はメリディアンを通ってナンパに繋がれた。ブロードウェイを通る線路は1912年以降使われなかった。都市間鉄道会社は破産管財人の管理下に置かれて1920年に閉鎖された。近郷の町への主要な連絡手段となり、経済的な輸送手段となったのは20年間だった。
ユニオン・パシフィック鉄道の分岐線が1900年に開通し、現在はアイダホ・ノーザン・アンド・パシフィック鉄道が運行している。この線を使って多くの工業会社が林業、農業および化学の産品を運び続けている。

### 乳製品（1929年 - 1970年）

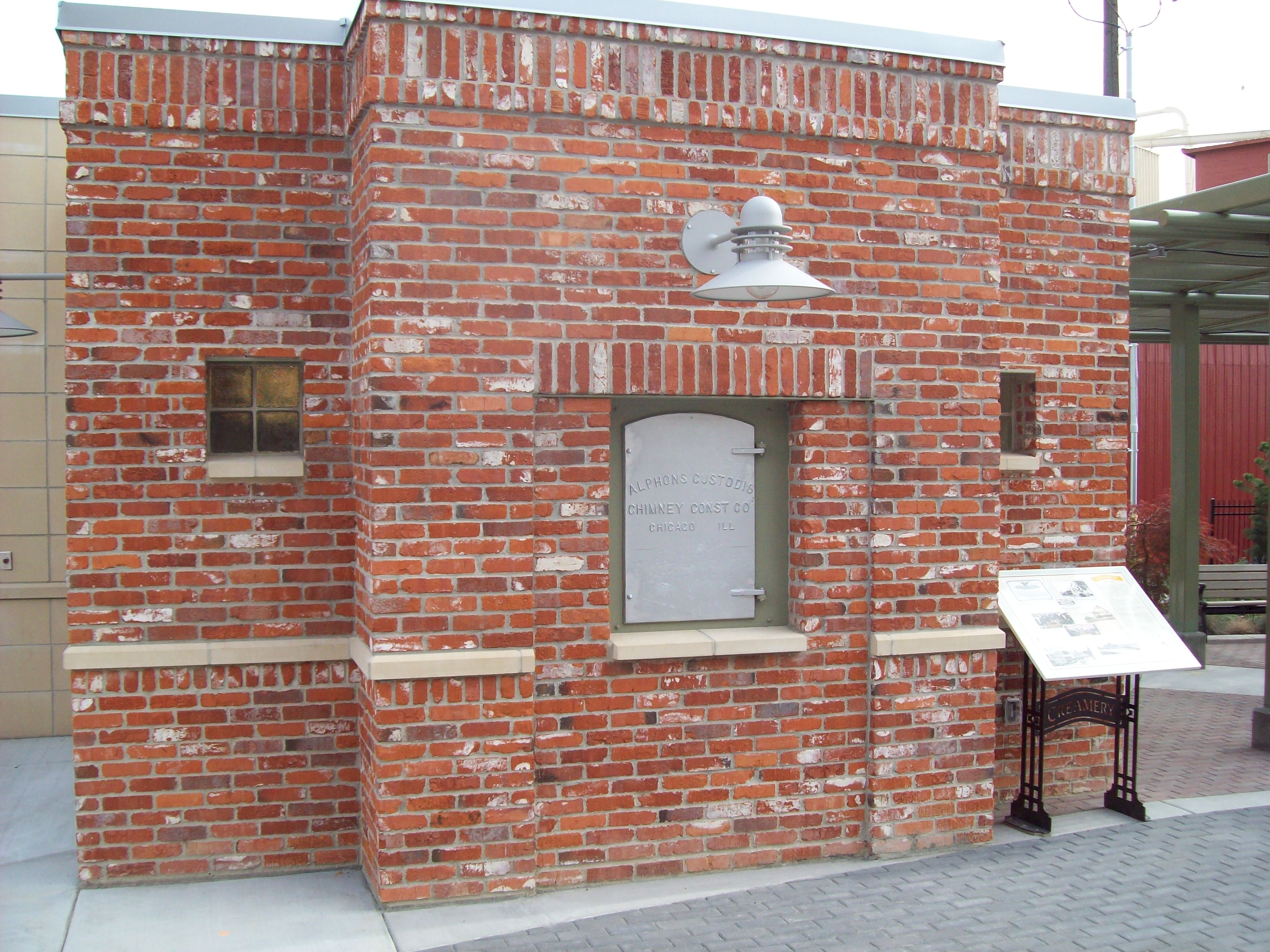
歴史遺産パビリオン、メリディアン市役所広場、当初の乳製品製造所の煉瓦壁

世界恐慌のドン底にあった頃、アダ郡酪農業者協同組合製造所が1929年に運転を開始し、地域の酪農業に日が当たった。協同組合の会員に牛乳の検査機能を提供することで、税金を払えるようにし、家族のために食料をもたらすことを可能にした。地域社会の他の住人は牛乳を製造所に運び、また製造所で雇われ、製品はチャレンジ・バターの商品になった。
この製造所は40年間毎日製造を続けた。工場がフル稼働だったときに増設や改良も行われた。その後ワイス研究所がこの製造所を傘下に入れ、粉ミルクを製造させた。
1970年に製造所が閉鎖され、酪農家の牛乳はコールドウェル乳製品製造所に運ばれて加工されるようになった。

## 地理
メリディアンは北緯43度36分51秒 西経116度23分56秒 / 北緯43.61417度 西経116.39889度に位置する。
アメリカ合衆国国勢調査局による報告では、この内陸の町の市域全面積は11.8平方マイル (30.5 km2)であり、すべて陸地である。
メリディアンの市域の大半は平であり、大まかにはトレジャー・バレーの北中部に位置する。市の南端に沿っては段丘がある。市内には概ね南東から北西に流れる幾つかの灌漑用運河が通っている。市の遙か南にはスネーク川が流れている。北には標高5,873フィート (1,790 m) のスコー・ビュートが見える。北東には標高7,572フィート (2,308 m) のシェイファー・ビュートがある。遙か南にはオワイヒー山脈が見える。

## 気候
メリディアンの気候はステップ気候に区分され、四季がはっきりしている。夏は暑く乾燥し、気温は100°F (38℃)を超えることが多い。冬は寒く時には軽い降雪がある。降水は通常希であり少量であって、通常は1ヶ月当たり1インチ (25.4 mm) 未満である。1月が最も降水量が多くて、平均して1.35インチ (34 mm) であり、8月が最も少ない月で、0.26インチ (6.6 mm) となっている。春と秋は概して温暖である。
| メリディアンの気候        | メリディアンの気候 | メリディアンの気候 | メリディアンの気候 | メリディアンの気候 | メリディアンの気候 | メリディアンの気候 | メリディアンの気候 | メリディアンの気候 | メリディアンの気候 | メリディアンの気候 | メリディアンの気候 | メリディアンの気候 | メリディアンの気候 |
| 月                        | 1月                | 2月                | 3月                | 4月                | 5月                | 6月                | 7月                | 8月                | 9月                | 10月               | 11月               | 12月               | 年                 |
| ------------------------- | ------------------ | ------------------ | ------------------ | ------------------ | ------------------ | ------------------ | ------------------ | ------------------ | ------------------ | ------------------ | ------------------ | ------------------ | ------------------ |
| 最高気温記録 °C （°F）    | 17 (63)            | 22 (71)            | 27 (81)            | 34 (93)            | 37 (98)            | 39 (103)           | 41 (105)           | 41 (105)           | 37 (98)            | 35 (95)            | 24 (75)            | 18 (65)            | 41 (105)           |
| 平均最高気温 °C （°F）    | 3 (37)             | 8 (46)             | 14 (57)            | 18 (65)            | 23 (73)            | 28 (82)            | 32 (89)            | 31 (88)            | 26 (78)            | 19 (66)            | 9 (49)             | 3 (37)             | 18 (64)            |
| 平均最低気温 °C （°F）    | −6 (22)            | −3 (27)            | 0 (32)             | 3 (37)             | 7 (44)             | 10 (50)            | 12 (54)            | 12 (53)            | 7 (45)             | 2 (36)             | −2 (29)            | −6 (22)            | 3 (38)             |
| 最低気温記録 °C （°F）    | −32 (−26)          | −29 (−21)          | −16 (3)            | −10 (14)           | −6 (21)            | −2 (29)            | −1 (30)            | −4 (25)            | −4 (24)            | −10 (14)           | −22 (−8)           | −28 (−19)          | −32 (−26)          |
| 降水量 mm （inch）        | 25.1 (0.99)        | 19.3 (0.76)        | 29.2 (1.15)        | 26.9 (1.06)        | 26.9 (1.06)        | 18.8 (0.74)        | 7.1 (0.28)         | 6.6 (0.26)         | 14 (0.55)          | 15.2 (0.60)        | 34.3 (1.35)        | 29 (1.14)          | 252.5 (9.94)       |
| 出典： September 22, 2009 |                    |                    |                    |                    |                    |                    |                    |                    |                    |                    |                    |                    |                    |

## 政府
メリディアンには1人の市長がおり、4年任期で報酬は2009年時点で70,200ドルである。市政委員会は4人の委員で構成され、4年任期で、2年ごとに2人ずつ改選される。歳費は2009年時点で9,000ドルを受け取っている。市長は市政委員会の同意を得て次の公務員を指名する。

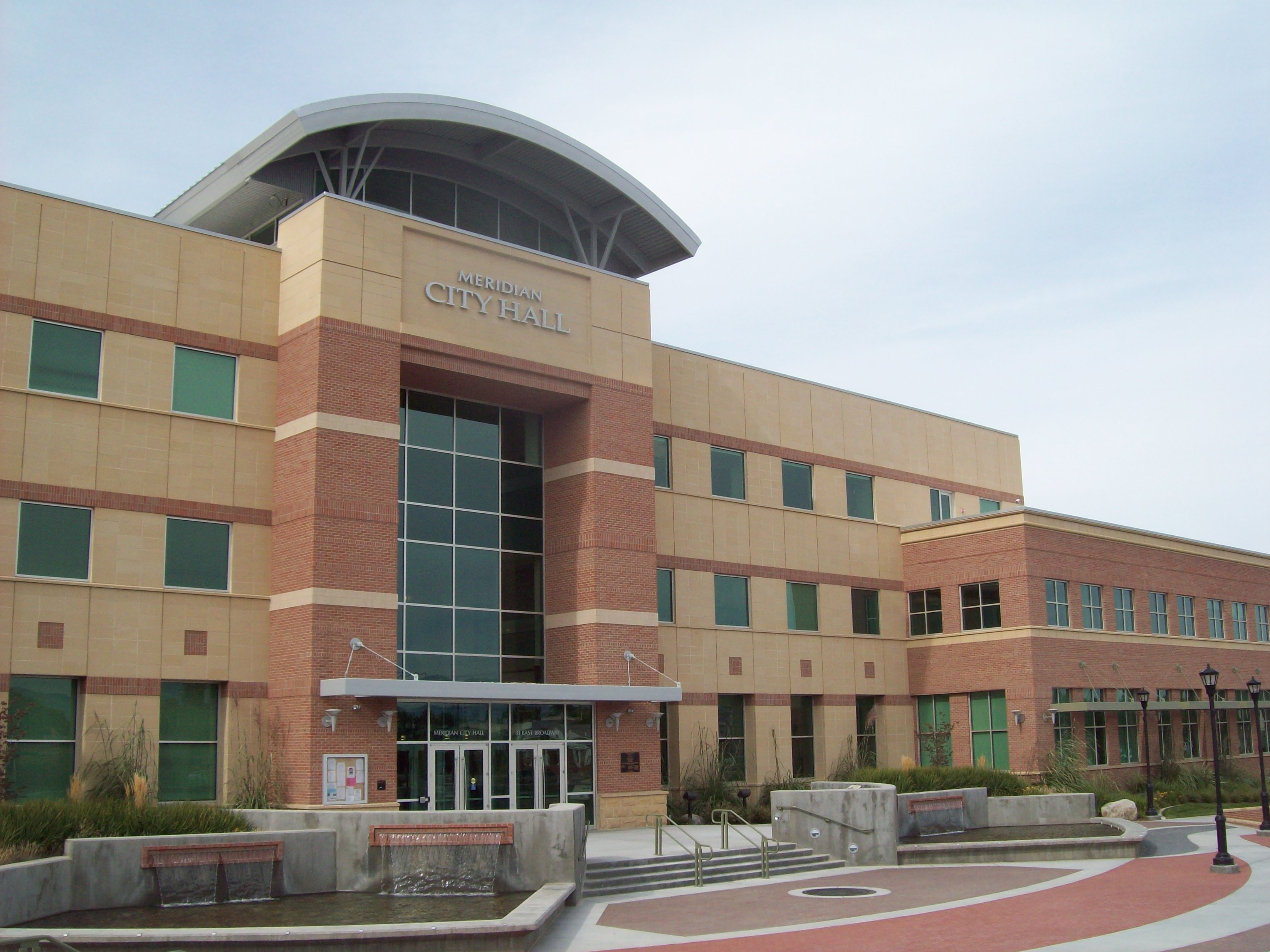
メリディアン市役所

- 検察官
- 公共事業支配人
- 警察署長
- 消防署長
- 企画部支配人
- 公園およびレクリエーション部支配人
- 財務担当主任[4]

## 交通
メリディアン市の大半は州間高速道路84号西線の北にある。通りは東西に走るフランクリン道路と南北に走るメリディアン道路の交差点に対する相対位置で、通り名の頭に東西南北のどれかを付けて表示されている。多くの住人は、一般に1マイル毎に配置されている主要道路の交差点で最も近いものを住所表示に使っている。南北に走る主要道路は西からブラックキャット、テンマイル、リンダー、メリディアン、ロカストグローブ、イーグルの順になっている。東西に走る道路は北からチンデン（国道20、26号線）、マクミラン、アスティック、チェリー（メリディアン道路より西）、フェアビュー（メリディアン道路より東）、フランクリン、オーバーランド、ビクトリー、アミティの順となっている。
州間高速道路84号線はフランクリン道路とオーバーランド道路の間にある。東西に走る道路は他にチェリー道路とフランクリン道路の間にパイン・アベニューがある。
1本の鉄道が東西に走り、パイン・アベニューとフランクリン道路の間にある。市内工業地帯の大半はこの鉄道に沿ってあり、他に市の東側に近く、フェアビュー通りとイーグル通りの交差点南西にある。
メリディアンの昔からの中心街はメインストリートとパイン・アベニューの交差点周辺にある。この古い中心街近くでは、西側で15番まで、東側で5番までの番号付き通りがある。
メリディアンはこの20年間で急成長してきたので、住民の大半は比較的新しい住人である。

## 文化
The メリディアン交響楽団は結成から20周年を祝ったところである。
メリディアン市役所3階のイニシャル・ポイント・ギャラリーには美術作品が展示されている。このギャラリーは無料で一般公開されている。

## レクリエーション
ローリング・スプリングスは州間高速道路84号線出口に近い、大きな水上公園である。ワフーズは1年中利用できる家族向け娯楽施設であり、ゴーカート、バンパーボート、ミニゴルフ、バッティングセンター、アーケードおよびバーベキューグリルなどが備えられている。
公園およびレクリエーション部は、夏季に屋外映画を無料で楽しめるメリディアン開拓者地域公園など17の公共公園を管理している。
メリディアン・スピードウェイは古い中心街の直ぐ南にある。
メリディアンは東の州内最大都市ボイシと、西のナンパと境を接している。このためにそれらの市にあるレクリエーションやスポーツの機会も共に楽しめる利点がある。
イーグルアイランド州立公園はメリディアンの北約 2.5マイル (4 km) にあり、湖浜のある人造湖、乗馬とハイキングの道、釣り、ウオータースライドが楽しめる。市の南にはスネーク川猛禽類国立自然保護地域がある。

## 人口推移
以下にメリディアン市における1890年から2020年までの人口推移をグラフおよび表で示す。
| 統計年 | 人口      |
| ------ | --------- |
| 1900年 | 200人     |
| 1910年 | 619人     |
| 1920年 | 1,013人   |
| 1930年 | 1,004人   |
| 1940年 | 1,465人   |
| 1950年 | 1,810人   |
| 1960年 | 2,081人   |
| 1970年 | 2,616人   |
| 1980年 | 6,658人   |
| 1990年 | 9,596人   |
| 2000年 | 34,919人  |
| 2010年 | 75,092人  |
| 2020年 | 117,635人 |

## 著名な住人
- ウィリアム・アジー、論争の多い事業役員
- ロン・パッカード、元カリフォルニア州選出のアメリカ合衆国下院議員
- グレーシー・ポスト、アイダホ州から選出された最初の女性アメリカ合衆国下院議員
- ランディ・トルスマ、NASCARのドライバー
- デイビー・ハミルトン、インディ500のドライバー
- バーノン・ロー、メジャーリーグベースボールの選手